# 紙テープ
紙テープ （かみテープ、英: paper tape, punched tape）は、細い一定幅の長い紙のこと。一般に芯に巻きつけた形で提供され紙巻テープともいう。価格が安価であり、表面への装飾が可能である。巻きつけた形のためコンパクトであり、ドラムなどに取付けて機械的に駆動すれば時間と同期した出力を得ることができる。このことから初期の記録媒体（電信機、磁気テープのベースとしてのテープレコーダー）としても使用された。

## 記録媒体としての紙テープ

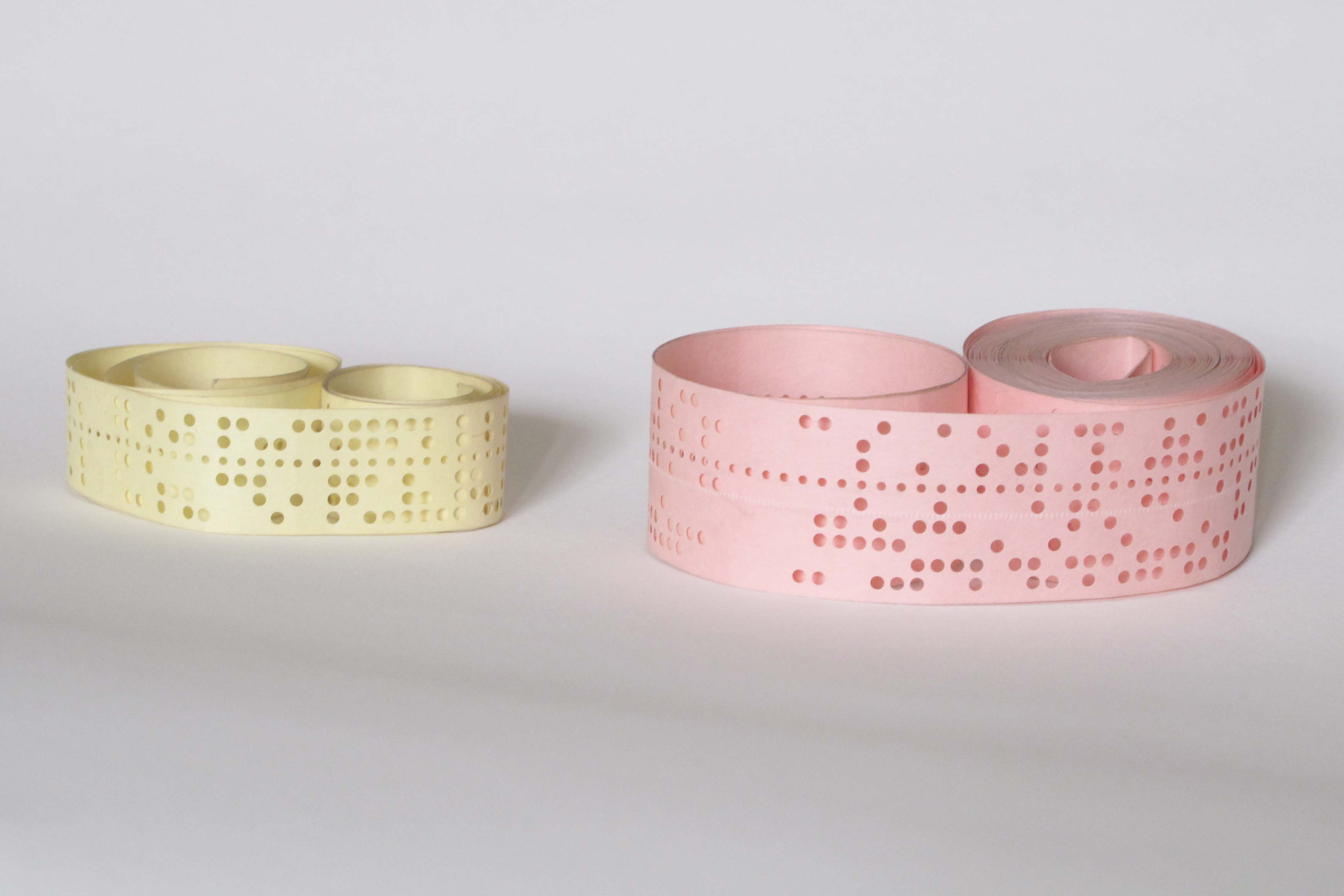
5孔テープと8孔テープ

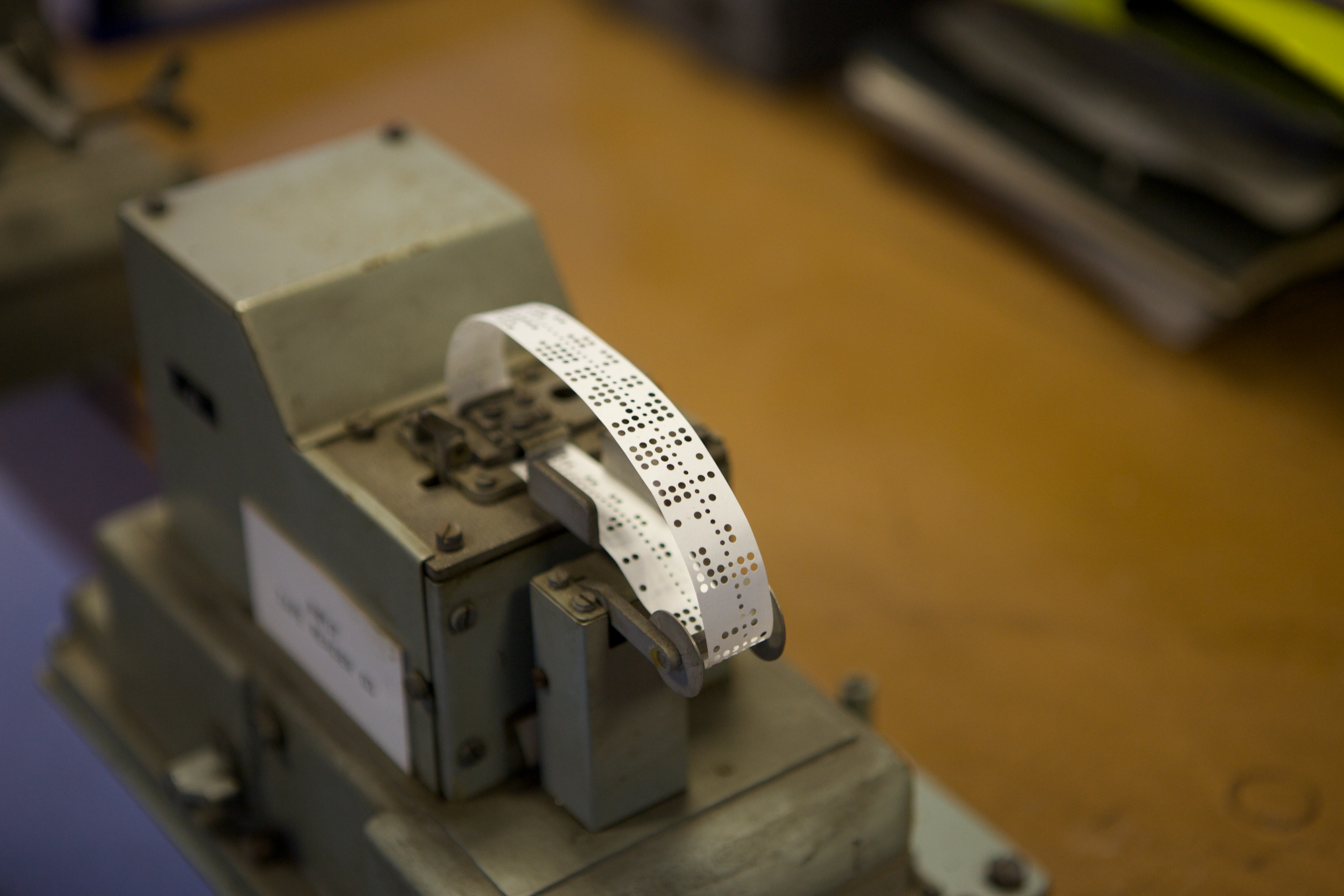
紙テープ読取装置。物理的にループされた5孔テープがループ処理を実行している。

「鑽孔テープ」（さんこうテープ）や「穿孔テープ」（せんこうテープ）とも呼ばれるコンピュータの情報を記録するために使われた紙媒体。テレックス用の鑽孔テープはコンピュータ以前より使われ最初の情報用紙といわれており、パンチカード（統計機カード）などとともに初期の情報用紙の一種とされる。さらに古くはピアノロールなど自動演奏楽器で楽譜を記録するために用いられるものに起源を求めることが出来る。
自動パンチ機で穴をあけて、穴の有無で0,1の信号を記録する。元々は電報用で、アルファベットのみからなるコード体系の5孔のものから始まったが、徐々に拡張され6孔や7孔、1960年代以降のバイト＝オクテットの時代には8孔となった。後述するように幅の広いテープの例もある。
ピアノロールなどは幅が広いが、幅の狭い鑽孔テープは古くは1846年、アレクサンダー・ベインが電信の自動送信機で使った例がある。また1950年代のコンピュータでも幅の広いテープがある。1990年代前半あたりまではパチンコ店でジェットカウンター（玉数計数機）の出力としても使用されていた。
モスクワの宇宙征服者のオベリスク (1964) にはコンピュータまたは通信技術者と思われる人が描かれたレリーフがあり、その人物は3行の四角い穴の空いた紙テープを持っている。
1970年代のSFアニメ等に於いてはコンピュータが作動している場面のガジェットとしてオープンリールデータレコーダと共によく描かれていた。鑽孔テープのビット列をそのまま読み取って理解するのは、紙テープが記録媒体に使われていた時代のコンピュータ技師にとっては当たり前の技能であった。テープの穴の空き具合は二進法の順序立てられたものであり、0 - 9の数字や若干の制御文字は容易に憶えられ、手元にASCII、JISやISOの該当する文字コードの一覧表が有れば逐一読み取る事はできる。
かつては駄菓子屋で、使用済みの鑽孔テープが商品として売られており、「スパイごっこ遊び」などで活用されていた。
紙テープは今ではほとんど記録媒体として使われておらず新規システムが入出力に紙テープを採用することはない。CNC機械は既存のデータを活用するために紙テープ装置が比較的長く使われてきたが、それも急速に他の手段に取って代わられつつある。

### フォーマット
データは所定の位置に穴があるかないかで表される。最初は1列に5穴でデータを表していたが、後に6穴、7穴、8穴のものが登場した。初期の電気機械式計算機である Harvard Mark I では、1列24穴の紙テープを使っていた。データを表す穴のほかに、各列で必ず開けられている小さめの穴があり、スプロケットの歯で紙テープを送るのに使われていた。後に光学読取装置がタイミングパルスを生成するのにスプロケット用の穴を使うようになった。
文章（テキスト）の符号化にはいくつかの方法がある。最初期の文字コードはBaudotで、その起源は19世紀に遡る。Baudotは5穴に対応している。その後、6穴の文字コードとして Teletypesetter (TTS)、Fieldata、Friden Flexowriter の文字コード規格が登場し、広まった。1960年代に入ると、米国国家規格協会がデータ処理用汎用コードを策定するプロジェクトを開始し、ASCIIが生まれた。これを採用した7穴の紙テープを使ったテレタイプ端末をテレタイプ社などが生産した。テレックスなどではBaudotを使い続けた。

#### 寸法
鑽孔テープの厚さは0.1mm（0.00394 インチ）である。Baudot用テープの幅は17.46mm（11/16インチ）、ASCIIおよび6穴以上用テープの幅は25.4mm（1インチ）である。穴と穴の間隔はどちらの方向でも2.54mm（0.1インチ）である。データ用の穴の直径は1.83mm（0.072インチ）、フィード用の穴の直径は1.17mm（0.046インチ）である。この2種類の幅の紙テープは2012年現在も販売されている。

#### 半鑽孔テープ
鑽孔装置はほとんどがテープに完全に穴を開ける。その過程で必然的にチャド (chad) と呼ばれるパンチ屑が出てしまう。チャドは非常に小さい紙片であり、テレタイプ端末の機械部分に入り込んだりする問題を抱えていた。

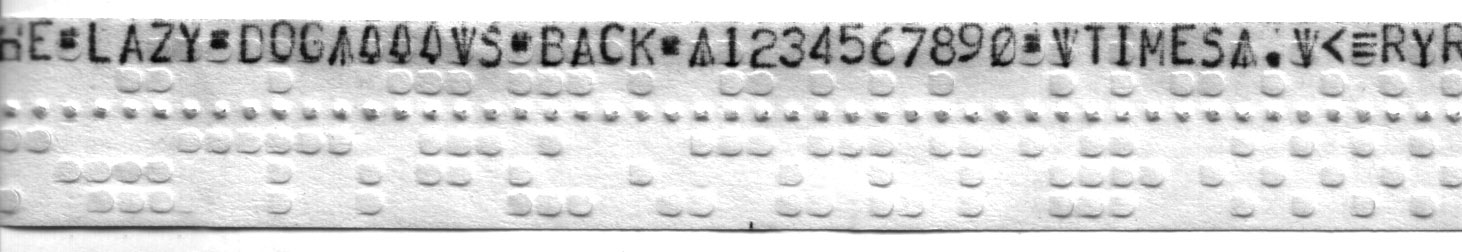
Baudotの5穴対応の半鑽孔テープ。テレタイプ社が1975年から1980年ごろに採用していたもの

その問題への対処として Chadless Printing Reperforator という紙テープ鑽孔装置が登場した。これはテレタイプ信号を受信してそれを紙テープに鑽孔しつつ、同じ紙テープ上にメッセージを印字するものである。このとき完全に穴を開けるのではなく、U字形に切れ目を入れるだけに留めるので、チャドが発生しない。これを半鑽孔テープまたはチャドレステープと呼ぶ。復号結果が印字されているので、穴を見て解読する必要がない。また、パンチ屑入れが不要となる。ただし、半鑽孔後のテープは巻こうとすると切れ目同士がひっかかることがあり、きつく巻くことができないという欠点がある。また、後に高速な光学読取装置が主流になってくると、半鑽孔テープは読み取ることができないという問題点も出てきた。それ以前の機械式の読取装置では、ばねつきの針で穴の有無を判定しており、切れ目が入っているだけでも問題なく読み取ることができていた。

### 用途

#### 通信

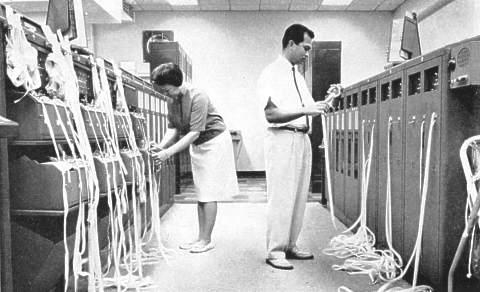
アメリカ連邦航空局のホノルル・フライト・サービスでの紙テープ中継作業の様子（1964年）

紙テープはテレタイプ端末用のメッセージ格納手段として使われてきた。オペレータがタイプしたメッセージは紙テープに格納され、その紙テープを使って回線の最高速度でメッセージを送信する。そのためオペレータは「オフライン」で普通のタイピング速度でメッセージを準備でき、送信前に間違いを訂正することもできる。熟練したオペレータは短時間なら135WPM（ワード毎分）でタイピングできた。
通信速度は75WPMだったが、常にその速度を維持できた。紙テープを媒介させてタイピングと通信を分離することで、一定速度の通信を可能としていた。一般に1つの75WPMの回線に対して、3人かそれ以上のオペレータがオフラインで作業していた。また、受信局で受信したメッセージも紙テープに鑽孔されるので、それを使って別の局に中継することもできた。これにより、大規模なストアアンドフォワード型ネットワークが形成されていた。
コンピュータは最高で毎秒1000文字の速度で紙テープを読み取ることができた。

#### ミニコンピュータ

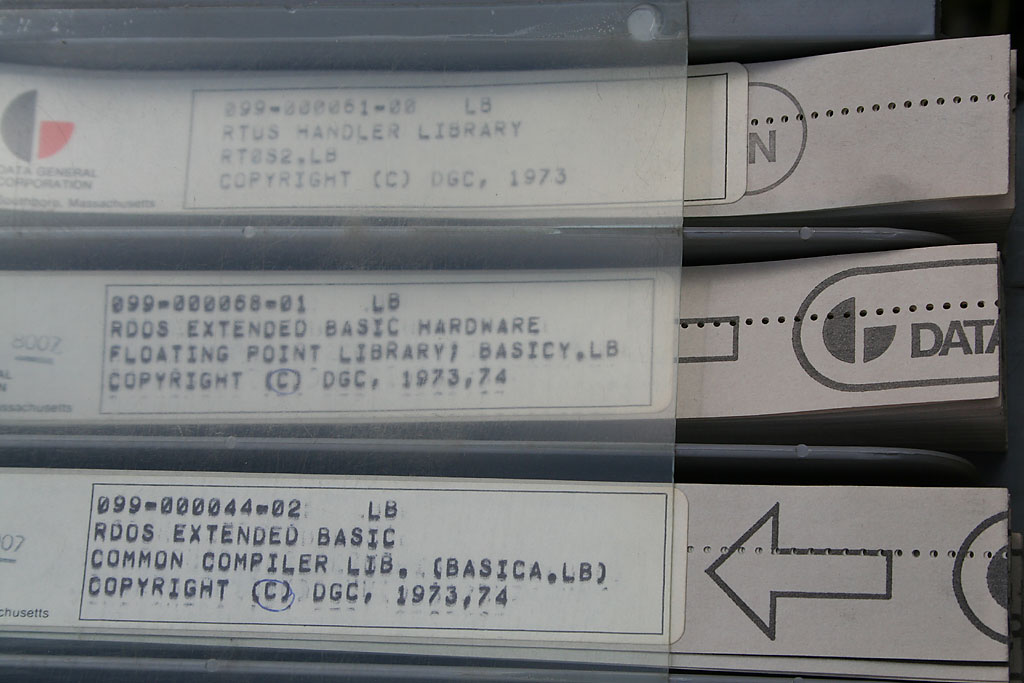
Data General Nova ミニコンピュータ用のソフトウェアは折りたたまれた連続紙型の紙テープに格納されていた。

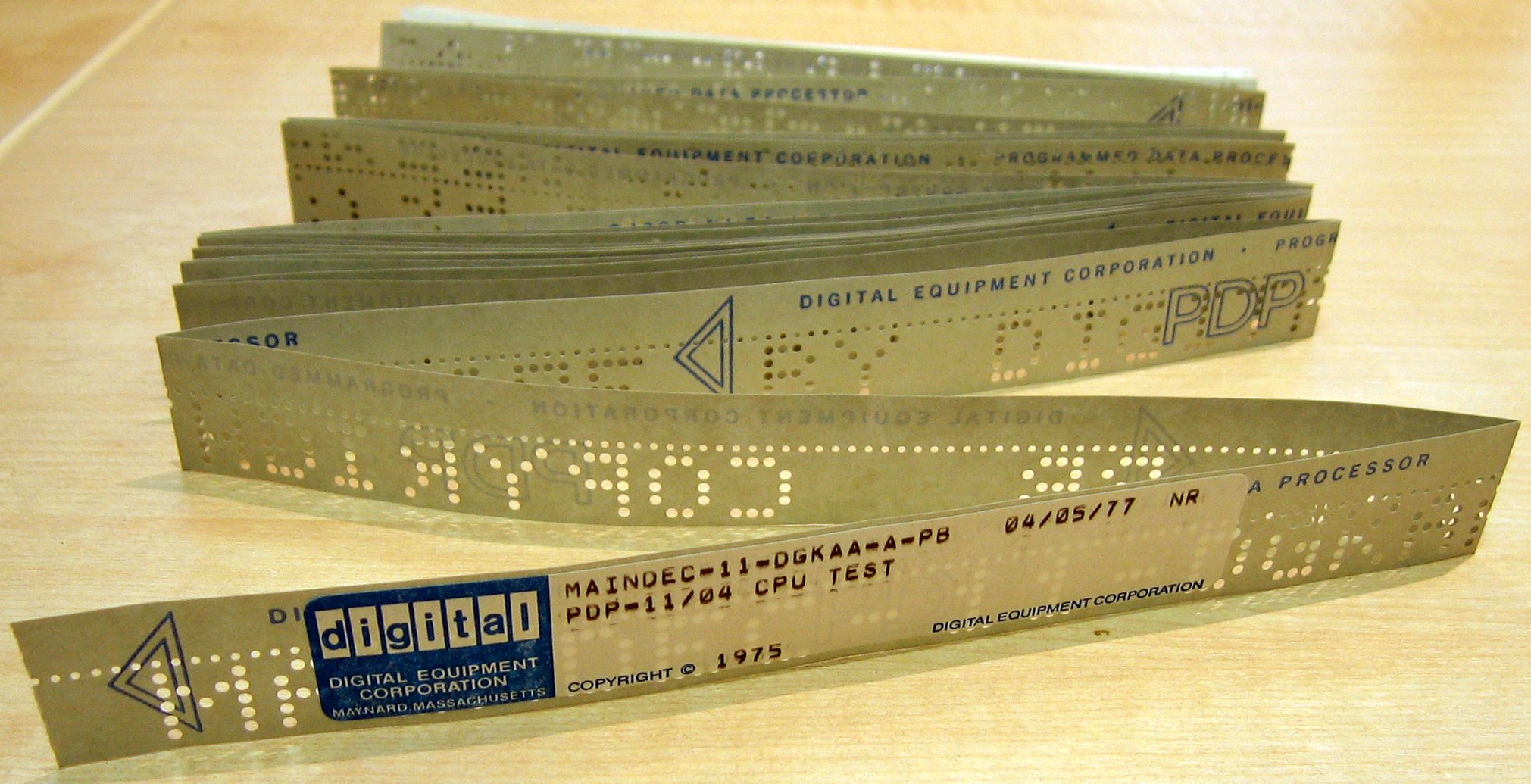
折りたたまれた連続紙タイプの紙テープ

初期のミニコンピュータの多くは、既存の大量生産されたASCIIテレタイプ端末を低価格の入出力装置として流用した。例えば、毎秒10文字のASCII文字を処理できるASR-33などである。ASR-33には紙テープ鑽孔装置と紙テープ読取装置が備わっていた。そのため、ミニコンピュータでは低価格の記録媒体として紙テープがよく使われるようになった。商用ソフトウェアも紙テープを媒体として販売されることがよく見られた。高速な光学読取装置もよく使われた。
バイナリデータを紙テープで転送する際には、紙テープの鑽孔装置や読取装置の誤り率が比較的高いことから、二重符号化技法を採用することが多かった。例えば Intel HEX などの符号化方式で "01011010" というバイナリ値を "5A" という2文字に変換し、各文字をASCIIで符号化して記録する。フレーム、アドレス、チェックサムなどの情報も16進の値をASCIIで符号化する形で組み込み、誤り検出に使用する。このような符号化を施すと、効率は元のバイナリの35から40%となる。

#### ROM/EPROMへのプログラムデータ転送
1970年代から1980年代初めにかけて、紙テープはマスクROMや書き換え可能なEPROMにバイナリデータを転送するのによく使われた。その際の符号化方式は様々なものが考案された。先述のASCIIで16進を符号化する方式やROMライタごとに異なる様々な独自フォーマットが使われた。
BNPF (Begin-Negative-Positive-Finish) という符号化方式は、1バイト（8ビット）を10文字（10バイト）で表すという非常に冗長なフォーマットを採用している。まず1バイトの先頭を表す文字"B"、1バイト内の各ビットが1なら"P"、0なら"N"、最後に"F"をそれぞれASCIIコードで表記している。この10文字の列を空白文字を1つ以上挟んで並べていく。従って効率は9%以下となる。ASCIIの"N"と"P"は4つのビット位置のON/OFFが違っているため、鑽孔装置の誤りを訂正しやすい。ビットを"H"と"L"で表す方式や"0"と"1"で表す方式もあったが、それらの場合はASCIIコードのビットのON/OFFが1カ所しか違わないため、誤り訂正が難しい。

#### キャッシュレジスタ
NCRは1970年ごろ、紙テープに記録するキャッシュレジスターを開発した。その紙テープをコンピュータに読み込ませて売り上げなどを計算した。

#### 新聞業界
新聞業界では1970年代中ごろ以降まで鑽孔テープを使っていた。そのころの新聞はライノタイプを使って紙面を作っていた。このとき、ライノタイプのオペレータが記事を打ち込むのではなく、鑽孔テープに記録された記事を読み込ませていた。記事を紙テープに格納するには Friden Flexowriter などを使用している。ライノタイプから初期のオフセット印刷になっても、記事から版下を作るのに紙テープが使われていた時期がある。

#### 自動機械

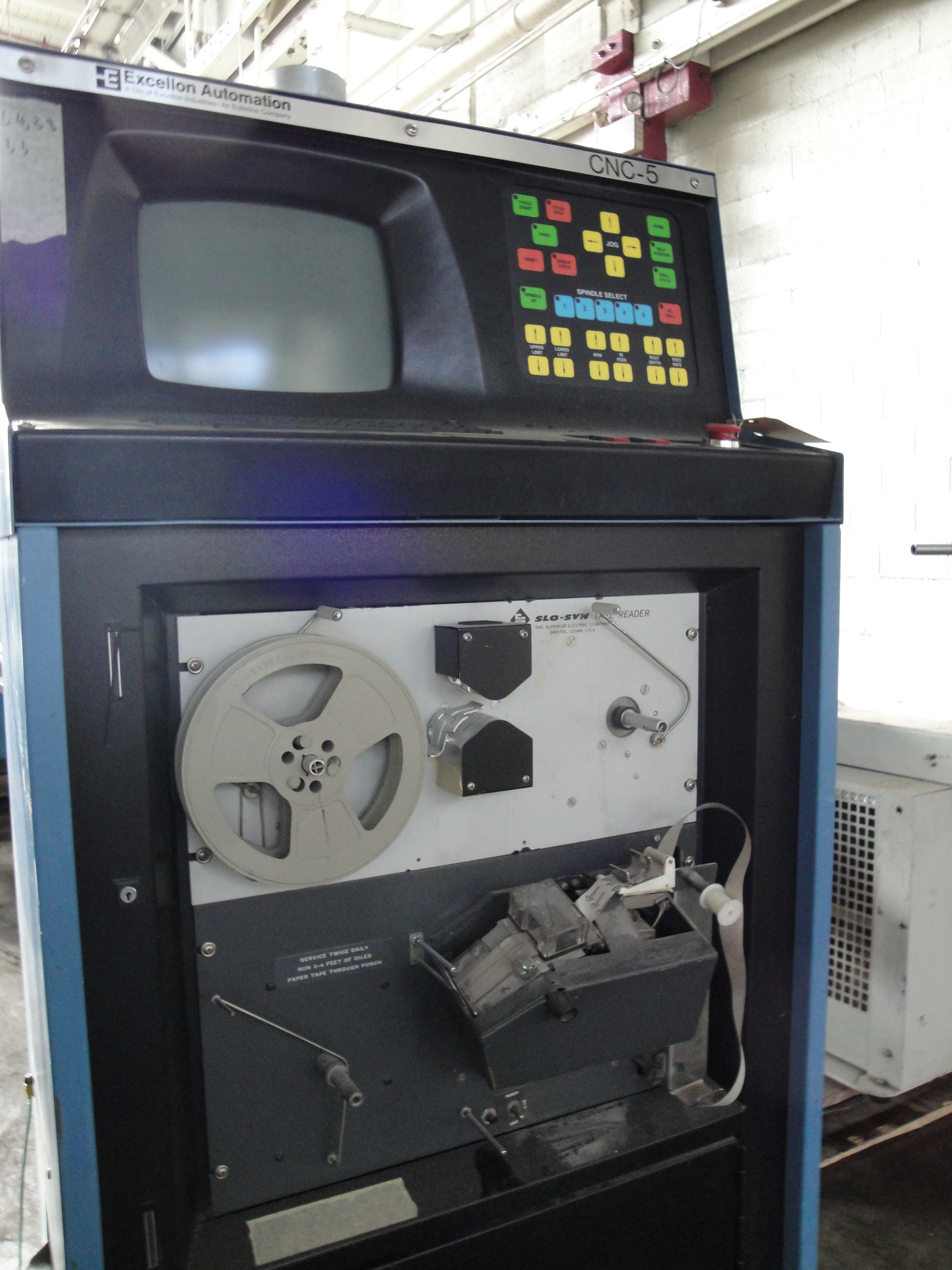
紙テープ読取装置を装備したCNCマシン

1970年代、CAM（コンピュータ支援製造）装置は紙テープを使用したものが多かった。例えば、ワイヤラッピングマシンでは紙テープが重要な記録媒体だった。紙テープ読取装置はパンチカードや磁気テープの読取装置より小型で安価だった。そういった装置で長期間何度も使える鑽孔テープとしてマイラーフィルムを使ったテープが発明された。

#### 暗号

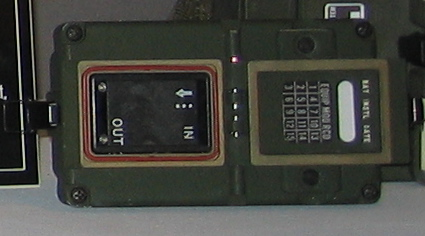
紙テープ読取装置KOI-18

1917年に発明されたバーナム暗号では、紙テープをよく使用した。1960年代以降、アメリカ国家安全保障局 (NSA) は暗号の鍵を鑽孔テープの形で配布していた。8穴の紙テープを厳密な管理下で配布し、携帯型のKOI-18などのデバイスを新たな鍵を必要としているセキュリティ装置に一時的に接続し、紙テープを読み取らせて鍵を入力する。今ではNSAはより安全な電子鍵管理システムを採用したが、紙テープも未だに使われている。

### 制約
紙テープには次の3つの大きな問題があった。
- 信頼性が低い。鑽孔テープを機械で複写した場合、人手で正しく複写されたか確認することは日常茶飯事だった。
- テープの巻き戻しが難しく、問題を発生しやすい。テープを引き裂かないよう注意が必要だった。巻いた形ではなく折り目のある連続紙の紙テープを採用したシステムもあり、その場合は巻き戻しの必要がない。
- 情報密度が低い。数十キロバイト以上のデータを紙テープに記録しようとするとあまりにも長いテープが必要となり、現実的でない。
- 何度も繰り返し使用したり、乱暴に取り扱うと、ちぎれたり擦り切れたりして、全て、あるいは一部が読み取れなくなる可能性がある。

### 利点
一方、紙テープには次のような利点がある。
- 寿命が長い。同時期の磁気テープは多くが経年劣化で強度が落ちて破損しており、その中のデータは取り出せなくなっている。しかし紙テープは、中性紙やマイラー（ポリエステルフィルム）を素材としていれば、数十年経っても問題なく読み取れる。ただし、材質によっては紙テープもすぐに劣化する。
- 目視で読み取り可能である。そのため、切れたテープも全ての位置に穴を開けたテープ断片を使えば、修復可能である。はさみと糊と穴あけ用器具を使えば、手作業で紙テープを編集することも可能である。
- 強い磁場に置かれても影響を受けない。機械加工の現場では強力な電動機をいくつも使用するので、CNCシステムでは磁気テープではなく紙テープでデータを供給していた[9]。
- 廃棄が容易である。暗号の鍵として使用する場合、使用済みの紙テープはすぐに燃やしてしまうことができる。

## 記録媒体以外の紙テープ

### 装飾・演出用

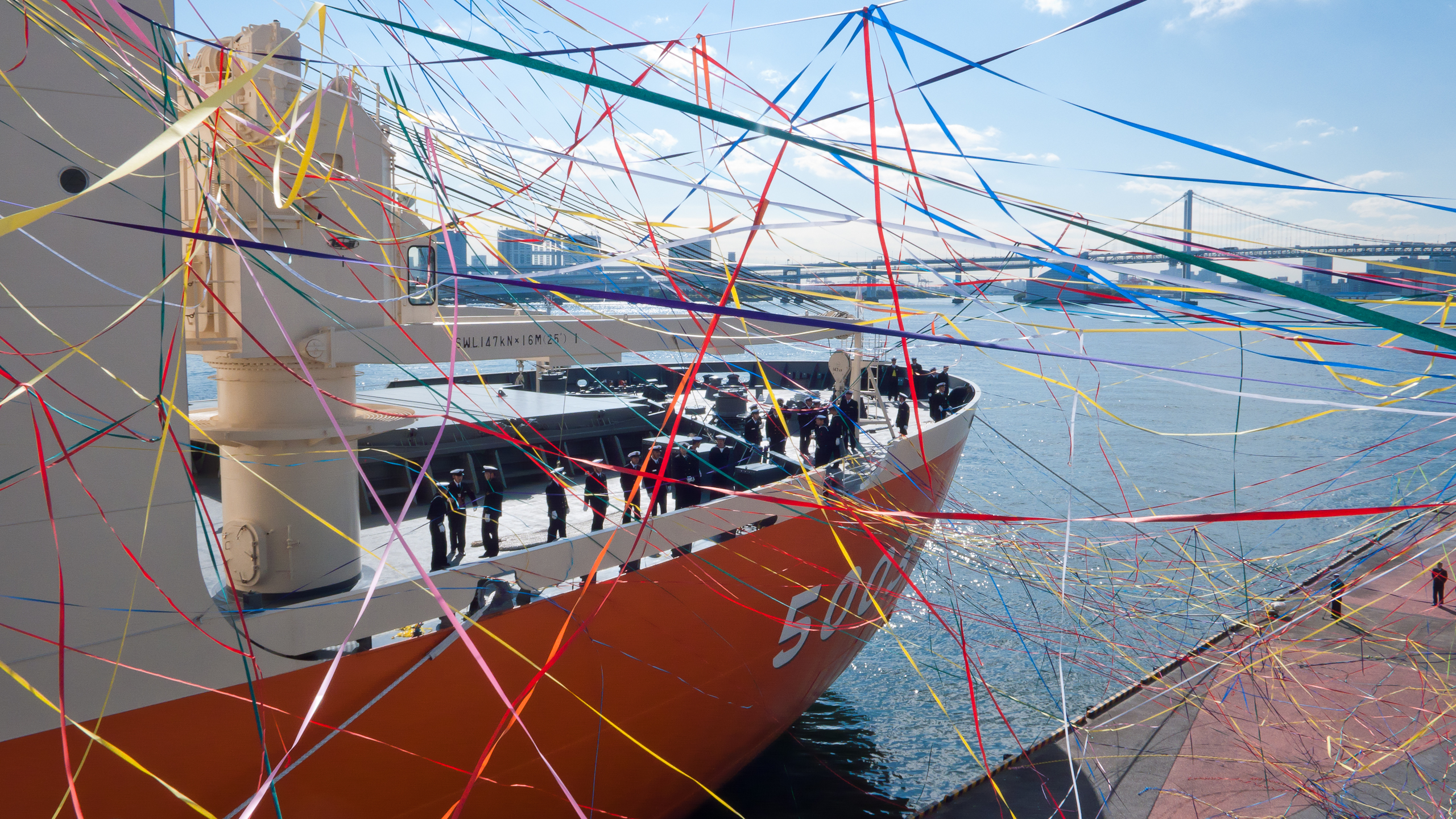
出港する船（砕氷艦「しらせ」）から渡される紙テープ

包装や飾り付け、またくす玉（割り玉）の中身に貼り付けたりする。これらの用途では様々な色や模様のものが用いられる。小型のものはクラッカーの中にも含まれる。
巻かれた状態の紙テープの端を持って勢いよく投げると、長く伸びたテープが宙を舞い、色鮮やかに見せることができる。（市販される紙テープは硬質の芯が入っているため、重りとなり遠くまで飛ばすことができる。）昭和期には、これを「紙テープ投げ」と称し、応援などの演出に盛んに用いられた。
船の出港の見送りの際、デッキの乗客が岸壁の見送り客に向かって紙テープ投げを行い、惜別を表現することがあった。しかし、2020年代に入ると、海洋汚染や船の運航に支障を来すことから、紙テープ投げを禁止にする事業者も存在する。
また、駅のホームでの見送りの際にも行われることがあったが、車両の床下機器や電化区間の駅にあっては架線にも絡みつくおそれがあるため、鉄道事業者の側から禁止されるようになった。

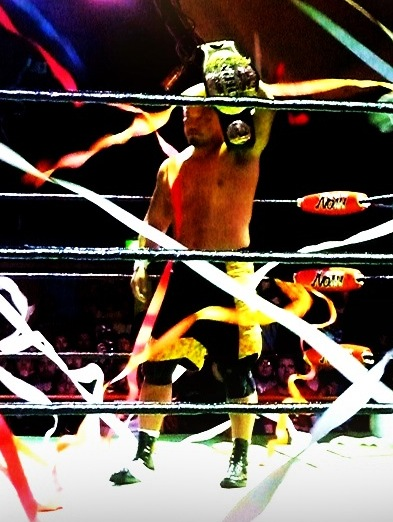
プロレスラー（杉浦貴）に投げ込まれる紙テープ

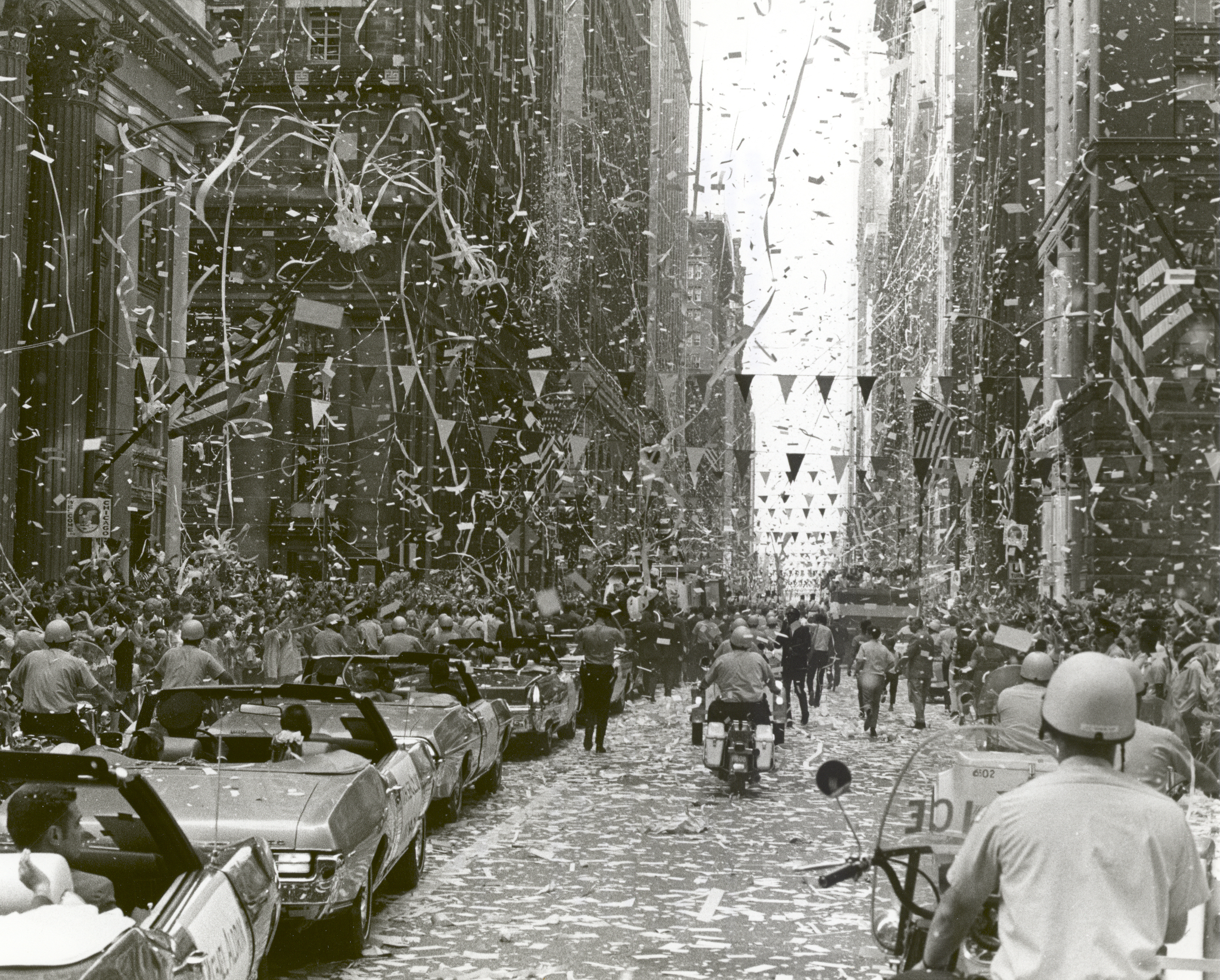
アポロ11号の宇宙飛行士の帰還記念パレードを迎えるためにシカゴの高層ビル街に舞う紙テープや紙吹雪。もとはティッカー・テープという株価の通信の記録用紙テープを金融会社などの社員が投げ落としたため、ティッカー・テープ・パレードと呼ばれる

昭和期の歌手のコンサートやプロレスやプロ野球の試合の際にも紙テープ投げは盛んに行われ、観客はステージやリングやグラウンドに向かって紙テープ投げを行うことにより、応援の意を表現した。紙テープで埋め尽くされたステージはスター芸能人のアイコンでもあったが、芸能人は大量に飛来するテープの芯を巧みに回避しなければならなかった。
1973年2月11日に、広島市のマツダ体育館であった東洋工業（現：マツダ）主催のイベントに出席していた由紀さおりの額に、観客が投げたテープの芯らしきものが当たり、無意識に押さえた手からしたたり落ちる鮮血が由紀のドレスを濡らす事態となり、由紀はすぐに近くの東洋工業付属医院（現：マツダ病院）に担ぎ込まれ、傷痕が残らぬよう慎重に5針縫った。失明は免れたものの、由紀がステージ恐怖症にならないかと心配された。こうした事故を防ぐため、主催者からテープを投げる際には、あらかじめ芯を外すよう指示が出る場合もある。
プロレスにおいては各選手のイメージに合わせた紙テープを投げるのが一般的である。例として松本浩代の場合は出身地の神奈川県平塚市を走るJR東海道線の色にちなんだ湘南電車カラーが使われる。但し新日本プロレスなど一部団体の主催興行、板橋区立グリーンホールやレッスル武闘館など一部の会場及びバトルロイヤルやデスマッチなど一部特殊な試合形式では、紙テープの投げ入れを全面的に禁止しているケースもある。また2011年3月11日の東北地方太平洋沖地震（東日本大震災）発生に伴う燃料供給事情悪化を考慮し、プロレスリングWAVEでも紙テープの投げ入れを一時的に規制した。2020年以降は新型コロナウイルス感染拡大防止のためほとんどのプロレス団体で紙テープ投げ入れ禁止にしている。
プロ野球においては各選手のチームカラーに合わせた紙テープを投げるのが一般的である。但し2020年の読売ジャイアンツや、2023年の阪神タイガースのリーグ優勝が決定したときなど一部紙テープの投げ入れを全面的に禁止しているケースもある。その理由は前者は新型コロナウイルスの感染防止で、後者は試合の妨害につながるために禁止されている。また、かつては優勝パレードの際にも紙吹雪や紙テープが投げ込まれていたが、現在は掃除の観点などで禁止されていることが多い。
ステージを埋め尽くし絡みついた紙テープは移動の妨げになる上、テープの撤去作業の手間に加えて大量のごみを生み出すため、平成・令和期は紙テープ投げが忌避される傾向にある。
英語ではこの用途の紙テープを "paper tape" ではなく "paper streamer" と呼ぶ。

### その他
電子部品などの基板用部品を取付ける実装機に部品を供給するために使用される。
段ボールなどの梱包用として片面に糊、あるいは粘着材を塗ったものは一般にガムテープと呼ばれる。
その他、力学実験に用いられる記録タイマーで記録をとる際にも使用される。